# Jake Matthews
Pour les articles homonymes, voir Matthews.
(en) Statistiques sur pro-football-reference
Jacob « Jake » Matthews, né le 11 février 1992 à Missouri City en Texas, est un joueur américain de football américain évoluant au poste d'offensive tackle.

## Biographie

### Carrière universitaire
Il étudie à la Texas A&M University et joue alors pour les Aggies.

### Carrière professionnelle
Il est sélectionné à la 6e place de la Draft 2014 par les Falcons d'Atlanta.
Le 22 mai 2014, il signe un contrat lui garantissant 16,4 millions de dollars pour quatre années.

## Vie personnelle
Son père, Bruce Matthews, joua dans la NFL sur la ligne offensive et a été élu au Pro Football Hall of Fame. Il est le frère de Kevin Matthews, qui évolue avec les Titans du Tennessee et de Mike Matthews, qui évolue pour les Aggies de Texas A&M. Son cousin, Clay Matthews III, évolue avec les Rams de Los Angeles.